# 陈家河站
陈家河站是一个京广线上的铁路车站，位于湖北省随州市广水市杨寨镇，建于1952年，2007年3月26日，车站随京广铁路信阳至陈家河段改造工程完工而废止:26,57。